# إدريس لشكر
إدريس لشكر (مواليد 25 سبتمبر 1954) هو سياسي ومحامي مغربي، يشغل منصب الأمين العام الأول لحزب الاتحاد الاشتراكي للقوات الشعبية، كان قد شغل سابقًا منصب الوزير المكلف بالعلاقات مع البرلمان بين عامي 2010 و2012 في حكومة عباس الفاسي.
في 21 مايو 2017، أعيد انتخابه ليشغل لولاية ثانية منصب الأمين العام الأول لحزب الاتحاد الاشتراكي للقوات الشعبية في المؤتمر العاشر للحزب. لم يكن هناك مرشح معارض، وحصل على 86.85٪ من الأصوات.

## حياته المبكرة
ولد لشكر في 25 سبتمبر 1954 في الرباط. حصل على شهادة البكالوريا من ثانوية لالة عائشة في الرباط، وعلى شهادة الإجازة في العلوم السياسية من كلية الحقوق بجامعة محمد الخامس في الرباط.

## مشواره السياسي

#### على المستوى الحزبي
يعتبر من المناضلين المخضرمين منذ سنة 1970 في صفوف الاتحاد الاشتراكي، منذ حقبة عهد الرصاص بالمغرب٬ كان مسؤولا داخل الاتحاد الوطني لطلبة المغرب بين عامي 1972 و1976، شغل منصب مسؤول وطني للشبيبة الاتحادية ما بين 1975 و1983 ثم رئيس فريق الاتحاد الاشتراكي للقوات الشعبية بمجلس النواب ما بين 1999 و2007.
يعتبر من المقربين لمحمد اليازغي منذ السنوات الأولى لنضال الاتحاد الاشتراكي في سنوات السبعينات، يعتبر من الأصوات الاشتراكية التي دعت إلى تجاوز مرحلة التشنج إلى السلم المدني والعمل الحكومي التي أفضت إلى عودة عبد الرحمان اليوسفي من المنفى والمحكوم آنذاك بالإعدام.
انتخب لشكر نائبا برلمانيا عن الاتحاد الاشتراكي في الرباط لأول مرة عام 1993 وأعيد انتخابه عامي 1997 و2002، ومرة أخرى في العام 2011.
تقلد منصب الكاتب الأول للإتحاد الإشتراكي للقوات الشعبية منذ ديسمبر 2012.
ترأس لجنة تقصي الحقائق بمجلس النواب الخاصة بمؤسسة القرض العقاري والسياحي في بداية القرن الحالي. وهو عضو مؤسس لمنظمة البرلمانات الإسلامية، وكان عضوا في اللجنة التنفيذية لهذه المنظمة. أسهم في تأسيس عدد من الجمعيات الاجتماعية والثقافية والحقوقية من قبيل "أعن أخاك" والمنظمة المغربية لحقوق الإنسان.

#### على المستوى الوزاري
شغل لشكر ما بين سنتي 2010 و2012 منصب الوزير المكلف بالعلاقات مع البرلمان في حكومة عباس الفاسي.

## انتقادات
اعتبره المهتمون بالشأن السياسي المغربي أحد رموز الريع والفشل الذي أجهز على صورة ومكانة الاتحاد الاشتراكي ونضال الكبار على منوال عبد الرحيم بوعبيد والمهدي بن بركة وأولئك الذين قدموا أرواحهم وسنوات من أعمارهم في سجون القمع من أجل قيم الديمقراطية والحرية والعدالة الاجتماعية وفصل السلط وإعادة الاعتبار لوزن الشعب في المعادلة السياسية المغربية.
وصفه كريم التازي بأحد رموز الفشل في هذه البلاد، ورمز الانتهازية والتهافت على المناصب والريع على حساب مأساة شعب يعاني شتى أنواع التهميش والنهب والفساد الإداري وتخلف العمل السياسي والديمقراطي بعدم ترسيخ الميكانيزمات الديمقراطية بمبادئ فصل السلط ومحاسبة الحاكم الفعلي ومراقبة ثروة الوطن والعمل على تطويرها واستثمارها في خدمة تعليم وصحة ورفاهية وتطور الشعب تحت قيم الديمقراطية الحداثية والحديثة.
وصفه عبد الوهاب بلفقيه فيما يخص استغلاله للسياسة في المغرب من باب الاتحاد الاشتراكي، لمصالح ريعية ضيقة، وتهافته على المناصب بالأناني والفاشل الذي شتت وحدة «الاتحاد الاشتراكي».